# Alexandr Vasiljevič Lavrov
Alexandr Vasiljevič Lavrov (rusky Александр Васильевич Лавров; * 29. ledna 1949 Leningrad) je ruský literární vědec a odborník na ruský modernismus.

## Život
Od roku 1971 je zaměstnancem Ústavu ruské literatury (Puškinův dům) v Petrohradě. Tématem jeho disertační práce (1985) bylo Valerij Brjusov a literární hnutí počátku 20. století, jeho doktorské práce (1995) Andrej Bělyj na počátku 20. století. Život a literární činnost.
Podílel se na publikacích děl Bloka, Vološina, Remizova, Merežkovského, Ivanova-Razumnika a dalších. Je členem Svazu spisovatelů Petrohradu (1990) a Ruského PEN centra (2000), redakčních rad časopisů Ruská literatura a Nové literární revue. Od roku 2008 je akademikem Ruské akademie věd.
V roce 2007 mu byla udělena Puškinova cena Ruské akademie věd za monografii Ruští symbolisté. Skicy a studie.